# Enoplia
Los enoplios (Enoplia) son una subclase de los nemátodos de la clase Adenophorea.
Muchos son de vida libre, pero el grupo incluye al orden de los Trichiurida, que incluyen a Trichuris trichiura y al gusano de la triquinosis.  Las estructuras  anteriores sensoras (anfidos) están bien desarrolladas, mientras las posteriores fásmidos no.